# Марта Јандова
Марта Вернер (рођ. Јандова, чеш. Marta Verner; Праг,  13. април 1974) је чешка певачица, најпознатија по томе што је певачица немачког алтернативног рок бенда Die Happy. Представљала је Чешку на Песми Евровизије 2015. године.

## Биографија
Марта Јандова је ћерка чешког музичара Петра Јанде, соло гитаристе и певача бенда Olympic, који је био један од првих и најпопуларнијих рок бендова у Чехословачкој. Септембра 1993. године, Јандова се преселила у Улм у Немачкој. Убрзо по доласку, иако је само мало говорила немачки, гитариста Торстен Мевес замолио ју је да пева у новом бенду. Неколико месеци касније, имали су прве наступе као Die Happy и од тада је она била певачица бенда. Јандова је 2005. наступила са финским метал бендом Apocalyptica и представљала је Баден-Виртемберг на такмичењу за песму Бундесвизије 2005. године са песмом „Wie weit“, заузевши 5. место са 77 бодова. Јандова се вратила на такмичење за песму Бундесвизије 2007. године наступајући са бендом Oomph! представљајући Доњу Саксонију са песмом "Träumst du?", победивши на такмичењу са 147 поена.
Заједно са Револверхелдом објавила је сингл ХHalt dich an mir fest, који је достигао платинасти статус у Немачкој и био је једна од најуспешнијих песама 2010. у земљама немачког говорног подручја.
Вратила се у свој родни Праг 2008. године, где је певала у мјузиклу Мона Лиза, али и даље има јаку везу са Немачком, јер је 2009. године водила немачку ТВ емисију neoMusic и била је судија у деветој сезони Поп звезде у Немачкој 2010. године.

## Лични живот
Марта Јандова живи са чешким гинекологом Мирославом Вернером и имају ћерку Мари.